# Wolfgang Stolz
Wolfgang „Stolle“ Stolz (* 25. November 1953; † 31. Oktober 2022) war ein Handballspieler und -trainer, der unter anderem für den Bundesligisten THW Kiel aktiv war.
Stolz, der die Rückennummer 9 trug, spielte von 1974 bis 1977 und – nach einem Jahr beim VfL Bad Schwartau – erneut in der Saison 1978/79 beim THW Kiel. Er wurde sowohl als Kreisläufer als auch Linksaußen eingesetzt. Er erzielte insgesamt 74 Treffer für Kiel. Ab 1979 war er Spielertrainer beim Möllner SV.
Später leitete er beim Möllner SV über viele Jahre die Damenmannschaft. Von 2005 bis 2009 trainierte er die dortige männliche A-Jugend, die seit 2008 durch eine Spielgemeinschaft mit den Jugendabteilungen des Ratzeburger SV als HSG Tills Löwen 08 antreten. Zudem trainierte er ab der Saison 2007/08 die 1. Herren vom Möllner SV, die 2009 in die Landesliga aufstieg.

## Privat
Er lebte mit seiner Frau in Mölln.